# أندرو مورغان
أندرو مورغان (بالإنجليزية: Andrew Morgan)‏ هو عازف جاز أمريكي، ولد في 13 مارس 1900، وتوفي في 19 سبتمبر 1972.

## وصلات خارجية
- أندرو مورغان على موقع ميوزك برينز (الإنجليزية)
- أندرو مورغان على موقع ديسكوغز (الإنجليزية)